# Samuel Mbambo
Samuel Kaveto Mbambo (* 20. Jahrhundert in Südwestafrika) ist ein namibischer Theologe, Politiker der SWAPO und ehemaliger Regionalgouverneur und Diplomat.
Mbambo war 2013 Gouverneur der Region Kavango, die im selben Jahr in die Regionen Kavango-Ost und Kavango-West aufgeteilt wurde. Er war bis 2014 in Personalunion Gouverneur beider Regionen, anschließend bis 2020 nur von Kavango-Ost. Zuvor war Mbambo Botschafter Namibias in Russland sowie Hochkommissar in Indien.
Mbambo ist seit 2021 Mitglied des Zentralkomitees der SWAPO. Er ist Pastor der Uniting Reformed Church in Southern Africa in Namibia und ehemaliger Vorsitzender des Council of Churches in Namibia.